# Compsocephalus horsfieldianus
Compsocephalus horsfieldianus är en skalbaggsart som beskrevs av White 1845. Compsocephalus horsfieldianus ingår i släktet Compsocephalus och familjen Cetoniidae.

## Underarter
Arten delas in i följande underarter:
- C. h. galinieri
- C. h. noguchii
- C. h. czeppeli